# 華和家の四姉妹
『華和家の四姉妹』（はなわけのよんしまい）は、柴門ふみによる日本の漫画作品、またこれを原作とするテレビドラマ作品。『モーニング』（講談社）に連載された。

## あらすじ
華和家は「モテ男」の父と、父に愛情を持ち続ける母と4人の娘で構成される。しかしこの4人は男運になぜか恵まれていない。主人公の竹美（次女）は結婚しては離婚・出戻りを繰り返し、3人の子を持つ母親でもある。そんな4姉妹が本当の幸せとは、家族とは、人間関係とはを考えていきながら成長する様を描く。

## テレビドラマ
2011年7月10日から9月18日まで毎週日曜日21:00 - 21:54に、TBS系の「日曜劇場」枠で放送された。主演は観月ありさ。
キャッチコピーは「女のしあわせは、イスとりゲームだ。」。

### キャスト
年齢は公式サイトにて。

#### 主要人物
華和 竹美（はなわ たけみ）〈31〉
演 - 観月ありさ（少女期：横山未空）
本作の主人公で、華和家の四姉妹の次女。数々の男を骨抜きにする性格から「男ゴロシの竹美」とも言われる。バツ2（離婚歴2回）で3人の子持ちのシングルマザー。20歳でできちゃった結婚したが23歳で離婚、その半年後に再婚するも再び離婚。小さい頃から恋愛が活発で横取りなどは朝飯前。桜子の高校時代に彼を横取りし、桜子の高校時代を滅茶苦茶にしただけでなく、竹美の行動でうめが「貴様の姉はドロボー猫」といじめられるほどだった。近所に引っ越した夫婦も彼女が原因で離婚することも数多くあった。
3人目の結婚は相手の重婚が発覚し、結婚式当日に別れる。その後、華和家に戻りHair Peaceの受付で働くが、セクハラ上司にパンチを浴びせ、すぐ首になる。
自分勝手な性格で近所迷惑などまったく考えず「朝から大音量DVDを流して竹美と子供3人がコアリズム」をするのが日課となっている。
華和 藤子（はなわ ふじこ）〈32〉
演 - 吉瀬美智子（少女期：吉川日菜子）
華和家の四姉妹の長女。ファッション雑誌『with』の副編集長。企画力・実行力・指導力ともにずば抜けており、男の部下にも恐れられていることから「完全無敵のキャリアウーマン」とも言われる。
編集長が産休に入り上司から編集長代理を打診される。
華和 桜子（はなわ さくらこ）〈25〉
演 - 貫地谷しほり（少女期：松田亜美）
華和家の四姉妹の三女。Hair Peace 総務部勤務。周りに流されることの多い性格で、思ったことを言えない一面から「自分探しの桜子」とも言われる。姉妹の中でいちばんのお嫁さんタイプで、専業主婦を夢見ている。
酔った勢いで益子正三郎と関係を持つ。
華和 うめ（はなわ うめ）〈19〉
演 - 川島海荷
華和家の四姉妹の四女。日の出美術大学彫刻科1年生、立体アート研究会所属。恋愛経験はゼロで潔癖症の性格から「超オクテのうめ」とも言われる。
吉安コージに恋をしたものの、羞恥心から気持ちのやり場に困り、想い悩む。朝食は毎日菓子パンを食べている。

#### 華和家
華和 幸子（はなわ さちこ）〈54〉
演 - 宮崎美子
四姉妹の母親。岡山県倉敷市出身。夫である大悟のことが大好きで母であることよりも女性であること、娘たちより大悟のことを常に最優先に考えている。由緒正しい家柄の一人娘として育てられたが、19歳の時に幼なじみの大悟と恋に落ち22歳で駆け落ちする。
それ以来大悟だけを愛し生きてきたが、偶然に浮気の証拠を見つけてしまう。パリへの傷心旅行中にバスの横転事故に遭い、それが原因で命を落とす。
華和 大悟（はなわ だいご）〈56〉
演 - 遠藤憲一
四姉妹の父親。イベントプロデューサーや出版プロデューサーなど、職を転々と変えながら世を渡っている。チョイワル親父で女にモテまくり。家族には「浮気はしていない」が口癖で、妻と娘たちを心から愛してはいるが、浮気癖が治らない。
華和 あやめ（はなわ あやめ）〈9〉
演 - 川島鈴遥
竹美の長女。母親の気持ちを考え、自分の心を押し殺している優しい性格。それでも、母親の竹美が大好き。
華和 一平〈5〉
演 - 小野伶広
竹美の長男。母親の就職斡旋担当者に対して、泣きの演技を見せた。
華和 克平〈3〉
演 - 加藤憲史郎
竹美の次男。笑顔がかわいいおとなしい男の子。
東堂 兵衛
演 - 神山繁
幸子の父親。四姉妹の祖父。

#### 講談社 with編集部
華和藤子の勤務先。実在の出版社講談社及び同社の雑誌『with』編集部に勤めている設定。
前田 友〈28〉
演 - 松尾敏伸
with編集部員。オネェ系で髪型が個性的なファッション。
大島 敦美〈31〉
演 - 梅宮万紗子
with編集部員。役名は大島優子に由来。
板野 優紀〈24〉
演 - 若松春奈
with編集部員。役名は板野友美に由来。
益子 正三郎〈26〉
演 - 加藤成亮（NEWS）（幼少期：藤本哉汰）
イケメンのフリーカメラマン。女性の扱いがうまく、女性の経験は500人ほどだという。ひょんなことから桜子と出逢い、一線を越えた関係になる。
高井 優子
演 - 村岡希美
with編集部と取引のあるブランド Prani の担当責任者。
藤子の上司
演 - 中原和宏
藤子に編集長代理を打診した。
秋元 太一〈43〉
演 - 石黒賢
講談社電子書籍化部 部長。withの元副編集長で藤子の上司。茨城に左遷されていたが東京本社に戻って来た。役名は秋元康に由来。一時、藤子と不倫していた。

#### 竹美の周辺人物
山根 克彦〈39〉
演 - 田中哲司
竹美の2番目の夫。Cyber Appli代表取締役社長。Appliを作るのが何より好きで現在の会社を仲間と立ち上げた。貧乏時代に竹美と出会い、恋に落ち結婚。
子供を2人儲け、竹美の1度目の結婚での連れ子とともに家族5人で幸せに暮らしていたが、周囲からちやほやされる竹美のことが信じられず、離婚。しかし竹美のことが今でも忘れられない。
森 綾子〈27〉
演 - 森脇英理子
山根の秘書。山根に好意を持っている。

#### Hair Peace
華和桜子の勤務先会社。
堀内 佳奈〈28〉
演 - 田中美保
桜子の同僚。自慢の美脚の持ち主。
峯岸 亜紀〈21〉
演 - 野村麻純
桜子の同僚。天然ボケキャラクター。役名は峯岸みなみに由来。
高橋 マリア〈29〉
演 - 井上佳子
桜子の同僚。大食いが得意。役名は高橋みなみに由来。

#### 日の出美術大学
吉安 コージ〈22〉
演 - 勝信
うめが通う大学の、立体アート研究会の先輩。若手アーチストとして注目され、その才能は雑誌にも紹介されるほど。ミスキャンパスの畑野ゆかりと幼なじみで、付き合っている。
沼崎 千絵〈19〉
演 - 本田緑
立体アート研究会所属、うめの親友。大学卒業後の進路は美術教師。
福島 万希〈20〉
演 - 福田彩乃
立体アート研究会所属、うめの親友。ボーイズラブファン。「ケダモノ天使」で佳作入賞し将来、漫画家を目指している。
畑野 ゆかり〈22〉
演 - 鈴木ちなみ
日の出美術大学のミスキャンパス。コージと交際中。

#### 刑事
舘 ひさし
演 - 猫ひろし
竹美と顔なじみのある中年刑事。竹美に好意を持つ。役名は舘ひろしに由来。
柴田 恭造
演 - 水上剣星
舘とペアを組む若手刑事。役名は柴田恭兵に由来。

#### ゲスト

##### 第1話
相本 美弥
演 - 木村文乃
Hair Peace 派遣社員・受付。
嶋田の誘いに嫌と言えずに困っているところを竹美に助けてもらう。物事をはっきり言う竹美に影響を受け、優柔不断なふるまいを克服した。
嶋田
演 - 神保悟志
Hair Peace 支店長、社長の息子。
ハゲでウイッグ使用、日常的に派遣社員のセクハラを繰り返す常習犯。美弥をそのターゲットにしたが竹美によって邪魔され、後に支店の中でセクハラが発覚した。
晃一
演 - 中村靖日
竹美の3回目の結婚相手だが重婚していた。
みどり
演 - 芳本美代子
夫を奪われた逆恨みで竹美に刃物で襲いかかる。その後、自殺未遂を図り池に飛び込むが竹美に助けられる。
中島 真由
演 - 長崎真友子（第4・10話）
モーニングJAPANジャーナリスト。華和家の人間が関わった事件をことあるごとにテレビで報道している。
ベッキー
演 - 本人

##### 第2話
三宅 ハルミ
演 - 東風万智子
大阪の販売部から『with』編集部に移動してきた。
松田 ヒトシ
演 - 鳥羽潤
藤子の彼氏。結婚相手には家庭的な女性を望んでいる。
三宅 ワタル
演 - 横山幸汰
ハルミの息子。

##### 第3話
坂田
演 - 鎌苅健太（第4話）
うめの同級生。立体アート研究会に復帰する。

##### 第5話
マダム滝本
演 - 山村紅葉
宝石会社社長。正三郎のクライアントで写真に派手さがないと契約を打ち切る。

##### 第6話
小野寺 実
演 - 葛山信吾（第7・8話）
大学病院の外科医。藤子とカップリングパーティーで出会う。
結婚しても仕事は続けてもいいし、子供も欲しいと思ったときに産めばいいと前の彼氏とは正反対の結婚観を語る。
宮下 徹
演 - 渡部豪太（第8 - 最終話）
Cyber Appli代表取締役専務。山根の共同経営者。

##### 第7話
翔子
演 - 滝沢沙織
藤子の元同僚で親友。秋元が多額の借金をしていることを藤子に話す。

##### 第9話
渡辺 健太郎
演 - 山口智充
チェーン店なべやんの餃子を経営。竹美の1番目の夫であやめと血が繋がった実の父親。
過去に芸人を目指していたがうまくいかず借金を残して姿を消す。その後再会し竹美に協力する。

##### 第10話
小嶋 佐和子
演 - 長田奈麻
お金が儲かるエビ養殖の投資話を教えてもらい、大悟にお金を預ける。

##### 最終話
張
演 - 若林豪
山根が経営するCyber Appliの筆頭株主。

##### ゲスト（その他）

###### 第1話
歴代彼氏
演 - 豊永伸一郎、友松栄、梅田賢三
竹美・晃一の結婚式に出席。
晃一の親戚
演 - 長峯えりこ、伊藤昌子
女性社長
演 - 黒坂栄子
飲食店経営。大悟が結婚式当日にナンパし関係を持つ女性。
Hair Peace 社員
演 - 佐藤満春、岸学、浜谷健司
竹美の美貌・フェロモンに虜になる。
Hair Peace お客
演 - 日野出清
ジャン・レノに似てると竹美に褒められて有頂天でウイッグを購入せず帰る。
Hair Peace お客
演 - 薄井伸一、梁瀬龍洋
伊豆栄 鰻屋、昼食のついでに竹美がスカウトして来たお客。
東京しごとセンター・コーディネーター
演 - 酒井健太郎
一平の泣き演技に騙され、竹美に仕事を斡旋した。
テレビレポーター・中島真由
演 - 長崎真友子（第4・10話）
竹美の重婚事件を報じるワイドショーのレポーター
幸子がパリで遭遇したバス事故を報じるレポーター（第4話）
大悟の関係する詐欺事件を報じるニュースのレポーター（第10話）
ケアハウス 長永寿
老人
演 - 風見章子、市川千恵子（第5話）、木下貴夫、葉山純士郎（第5話）
竹美がHair Peaceをクビになった後にアルバイトしている職場。

###### 第2話
警備員
演 - 佐伯新（第4・最終話）
学生
演 - 村上雄太
ウェイター
演 - 塚本浩平
大悟と幸子が食事に訪れた高級レストランのウェイター。
ニュースキャスター
演 - 升田尚宏（第3話）
フランスで観光バスが横転した事故を報道した。

###### 第3話
鈴勝分店店主
演 - 佐藤誓
鮮魚・野菜専門店。

###### 第5話
講談社常務
演 - 山崎大輔（第8 - 9・最終話）
特別付録の内容が他社と類似していると藤子に指摘した。
カメラマン
演 - 若杉宏二（第6・7・9話）
正三郎がアシスタントとして付き、一から勉強し直す。
モデル
演 - 陽乃、平野由実、里海（第6・9話）、菅原沙樹（第9話）
老人
演 - 小貫加恵
ケアハウス長永寿で暮らし入退院を繰り返している女性。正三郎の撮影した写真で笑顔になる。

###### 第6話
肉体労働者
演 - 骨川道夫
竹美のワゴン販売で大量にビールを購入する。
カップリングパーティー主催者
演 - 長谷川恵一郎
藤子が実際の会場で取材する。

###### 第7話
小野寺の母親
演 - 田島令子（第8話）
格式高い家柄のためプライドが高い。ベッキーのファンである。
小野寺の父親
演 - 真実一路（第8話）
小野寺病院を経営している。
車販売スタッフ
演 - 桜井聖
竹美が新しくアルバイトを始めた車販売店のスタッフ。
正三郎の元彼女
演 - 辰巳奈都子
遊ばれ捨てられたはらいせで男友達に正三郎へ暴行を依頼する。
男友達
演 - 中村龍介

###### 第8話
正三郎の母親
演 - 岡田あがさ
浮気をした夫が許せず、よく似た容姿の正三郎をも毛嫌いし、幼い時に家を出ていく。

###### 第9話
あやめのクラスメイト
演 - 石田竜輝、木下勇翔、平井花南

###### 第10話
ノムノムのお客
演 - デイヴィッド・リッジス

###### 最終話
おみつちゃん
演 - 松本じゅん
ノムノムレディ。竹美の紹介で山根にノムノムを購入してもらうためにCyber Appliを訪れる。

### スタッフ
- 脚本 - 清水友佳子、関えり香、泉澤陽子
- 演出 - 今井夏木、吉田健、武藤淳
- 音楽 - 福島祐子、横山克、瀬川英史
- 主題歌 - 観月ありさ「星の果て」（avex tune）
- 撮影 - 高島一宗
- 照明 - 宇野岳人
- TD - 宮崎義毅
- 映像 - 宮本民雄
- 音声 - 小島一宏
- 編集 - 山口牧子、板部浩章
- CG - 田中浩征
- MA - 芝岡亜紗美
- 音響効果 - 荒川望
- タイトル - 松原貴明
- 選曲 - 小西善行
- 音楽コーディネート - 溝口大吾
- 美術デザイン - 岡嶋宏明
- 装置 - 大森俊也
- 装飾 - 田村隆司
- 建具 - 阿部英之
- 美術制作 - 斎藤幸雄
- 大道具操作 - 高根英樹
- 電飾 - 今村和之
- 植木装飾 - 兵頭二郎
- 衣裳 - 小木田浩次
- スタイリスト - 東知代子
- メイク - 飯浦亜由美、持丸あかね
- 持道具 - 小松絵里子
- 造形監修 - 小川幸造
- 美術デスク - 小林民雄
- 編成 - 加藤新
- スチール - 品川裕之
- インターネット - 三浦信志
- モバイル - 髙山美咲
- スポット - 松原弘志
- WEBデザイン - 山内慈照
- ライセンス事業 - 小林美那子
- 演出補 - 棚澤孝義
- 記録 - 稲葉明子
- 制作担当 - 新井誠一
- デスク - 小澤通子
- スケジュール - 木村政和
- スタジオ - 緑山スタジオ・シティ
- プロデュース - 植田博樹、神戸明（東宝映画）
- ラインプロデューサー - 稲葉有也
- プロデュース補 - 大河原美奈
- 制作協力 - 東宝映画
- 製作著作 - TBS

### 放送日程
| 話数                                                           | 放送日        | サブタイトル                 | 脚本       | 演出     | 視聴率 |
| -------------------------------------------------------------- | ------------- | ---------------------------- | ---------- | -------- | ------ |
| 第1話                                                          | 2011年7月10日 | 女の幸せはイス取りゲームだ!! | 清水友佳子 | 今井夏木 | 13.5%  |
| 第2話                                                          | 2011年7月17日 | 女の幸せって何!?             | 泉澤陽子   | 吉田健   | 12.5%  |
| 第3話                                                          | 2011年7月24日 | 最愛の母、突然の死…          | 清水友佳子 | 今井夏木 | 12.3%  |
| 第4話                                                          | 2011年7月31日 | ママの愛は生きている         | 泉澤陽子   | 吉田健   | 11.6%  |
| 第5話                                                          | 2011年8月07日 | 裏切りの一夜                 | 関えり香   | 武藤淳   | 11.4%  |
| 第6話                                                          | 2011年8月14日 | 憎しみあう姉妹               | 泉澤陽子   | 武藤淳   | 10.6%  |
| 第7話                                                          | 2011年8月21日 | 妹の恋人との一夜             | 関えり香   | 吉田健   | 10.2%  |
| 第8話                                                          | 2011年8月28日 | 震えるほどのキス             | 泉澤陽子   | 武藤淳   | 12.3%  |
| 第9話                                                          | 2011年9月04日 | 崩れおちる家族               | 泉澤陽子   | 今井夏木 | 11.3%  |
| 第10話                                                         | 2011年9月11日 | さよなら、みんな             | 関えり香   | 吉田健   | 09.7%  |
| 最終話                                                         | 2011年9月18日 | さよなら、ありがとう         | 関えり香   | 今井夏木 | 10.5%  |
| 平均視聴率 11.5%（視聴率はビデオリサーチ調べ、関東地区・世帯） |               |                              |            |          |        |

- ※2011年8月28日と2011年9月4日は「世界陸上韓国テグ」実況中継のため、それぞれ21:15、21:30からの放送

| TBS系 日曜劇場                            | TBS系 日曜劇場                          | TBS系 日曜劇場                       |
| 前番組                                    | 番組名                                  | 次番組                               |
| ----------------------------------------- | --------------------------------------- | ------------------------------------ |
| JIN-仁- 完結編 （2011.04.17 - 2011.6.26） | 華和家の四姉妹 （2011.7.10- 2011.9.18） | 南極大陸 （2011.10.16 - 2011.12.18） |

## 書誌情報
- 柴門ふみ 『華和家の四姉妹』 講談社〈モーニングKC〉、全5巻[7]
  1. 2006年07月21日発売、ISBN 978-4-06-372541-4
  2. 2007年05月23日発売、ISBN 978-4-06-372591-9
  3. 2007年08月23日発売、ISBN 978-4-06-372615-2
  4. 2007年11月22日発売、ISBN 978-4-06-372643-5
  5. 2008年07月23日発売、ISBN 978-4-06-372667-1